# آسیل‌دار کردن کوستانکی
آسیل‌دار کردن کوستانکی یا آسیلاسیون کوستانکی(به انگلیسی: Kostanecki acylation) یک روش در سنتز آلی برای تهیه کرومون‌ها و یا کومارینها است. این سنتز با آسیلاسیون O-هیدروکسی‌آریل کتون‌ها با انیدرید اسیدهای آلیفاتیک آغاز، و به دنبال آن حلقه‌زایی انجام می شود. اگر از بنزوئیک انیدرید (یا بنزوئیل کلرید) استفاده شود، نوع خاصی از کرومون به نام فلاون بدست می آید.

## سازوکار
سازوکار این سنتز شامل سه واکنش کاملاً تمایز است: 
1. O-آسیلاسیون فنول با تشکیل یک واسطه چهاروجهی
2. تراکم آلدول درون‌مولکولی برای حلقه‌زایی و تشکیل هیدروکسی‌دی‌هیدروکرومون
3. حذف گروه هیدروکسیل برای تشکیل کرومون (یا کومارین)

## نمونه‌ها
- الووسیدیب (فلاووپیریدول)
- دیمفلین
- فلاووکسات